# 야마모토 가이토
야마모토 가이토(일본어: 山本 海人, 1985년 7월 10일 ~ )는 일본의 축구 선수이다.

## 구단 경력
그는 2004년부터 2024년까지 J리그의 시미즈 에스펄스, 비셀 고베, 제프 유나이티드 지바, 요코하마 FC, 로아소 구마모토, 후쿠시마 유나이티드 FC에서 활동하였다.

## 국가대표팀 경력
그는 2005년 FIFA 세계 청소년 축구 선수권 대회에 참가할 일본 U-20 국가대표팀에 선발되었으나 경기에 출전하지는 못하였다. 2008년 하계 올림픽 국가대표팀에 포함되었다.